# Ричард Пул
Детектив инспектор Ричард Пул је лик у криминалистичкој драмској телевизијској серији Смрт у рају кога тумачи Бен Милер. Пул се такође појављује у романима заснованим на ТВ серији које је писао Роберт Торогуд.

## Опис
Као британски полицијски инспектор додељен Сент Мерију да истражи убиство претходног инспектора, Пул је добио упутства да остане на острву као нови детектив инспектор. Упркос својој несклоности острву и неискуству са тропским временом – до те мере да је наставио да носи своја стара одела – често се показао као психолошки геније, доносећи одлуке на основу најмањих могућих података и случајних догађаја и више је волео хапшење обраћајући се свим осумњиченима одједном пре него што би откривао убицу.
У 2. серијалу постао је нешто задовољнији животом на острву. Препоручио је колегу Фидела за испит за наредника. Упркос њиховим честим свађама због његове несклоности острву и Французима, његова детективка наредница Камил Бордеј развила је романтична осећања према њему, као што је наведено у 'Убиству на плантажи'. Њена мајка Кетрин је договорила састанак на слепо током прославе у Ерзулиеју на којој је Камила накратко заменила Пула за њен састанак. Деловала је срећно све док њена грешка није била схваћена. Крајем серијала, Пул се накратко вратио у Лондон, али је, упркос томе што није волео Сент Мери, одлучио да се врати.
Пул је убијен у првој епизоди 3. серијала на окупљању Универзитета у Кембриџу од стране колегинице студенткиње када је запретио да ће разоткрити њену крађу идентитета. Наследио га је ДИ Хамфри Гудмен.
Пул се на кратко појавио у 6. епизоди 10. серијала када се Камил накратко вратила на острво да помогне у случају и због тога што је њена мајка Кетрин примљена у болницу пошто је нападнута после чега је замало умрла због повреде главе. Он се појавио као испољење њене подсвести и рекао јој да се не задржава на томе да занемари посету Кетрин откако је напустила острво и подстиче је да проводи више времена са Кетрин.
Пул је „енглески ексцентрик са мржњом према острвском животу“. Према Мајклу Хогану, Пул се „шета око Хјуа Гранта – у свом уском британском оделу и носи актовку, бесконачно тапкајући га по челу марамицама“. Хоган наставља да тврди да је Пул „благи спој неколико десетина чудних истрага у серији: мало Морса овде, мало Колумба тамо, прстохват Дивног Рамотсвеа и комадић Џонатана Крика по укусу“. Епизода „Несвета смрт“ открива да он пати од „сфенисцифобије“ (неразумног страха од монахиња) због болног искуства током школских дана.